# Tripanurga triloris
Tripanurga triloris is een vliegensoort uit de familie van de dambordvliegen (Sarcophagidae). De wetenschappelijke naam van de soort is voor het eerst geldig gepubliceerd in 1963 door Reinhard.